# Албан (Тарн)
Албан (фр. Alban) насеље је и општина у јужној Француској у региону Миди Пирене, у департману Тарн која припада префектури Алби.
По подацима из 2011. године у општини је живело 972 становника, а густина насељености је износила 98,98 становника/km². Општина се простире на површини од 9,82 km². Налази се на средњој надморској висини од 615 метара (максималној 644 m, а минималној 357 m).

## Демографија
| 1962. | 1968. | 1975. | 1982. | 1990. | 1999. | 2011. |
| ----- | ----- | ----- | ----- | ----- | ----- | ----- |
| 899   | 994   | 935   | 921   | 904   | 848   | 972   |

График промене броја становника у току последњих година